# Digital Underground
Digtal Underground fue un grupo de hip hop alternativo originario de Oakland, California.
El líder fue el carismático Greg “Shock G” Jacobs, también conocido como Shock-G, que pasó gran parte de su juventud en Nueva York y en el sur de Florida, y bajo la influencia de varios grupos de funk de los 70, Digital Underground sampleó más adelante ese tipo de música, especialmente los proyectos de George Clinton: Parliament/ Funkadelic. 
2Pac, la leyenda del Hip-Hop, perteneció en sus inicios a dicho grupo.

## Discografía

### Álbumes
- 1989 Sex Packets
- 1991 This Is An EP Release
- 1991 Sons Of The P
- 1993 The Body-Hat Syndrome
- 1996 Future Rhythm
- 1998 Who Got The Gravy?
- 1999 The Lost Files
- 2008 ..Cuz A D.U. Party Don't Stop!

### Compilaciones
- 2001 No Nose Job: The Legend of Digital Underground
- 2003 Playwutchyalike: The Best of Digital Underground